# Fundación Palau
La Fundación Palau (Fundació Palau en catalán y oficialmente) es un centro de exposiciones artísticas de Caldas de Estrach, en la comarca del Maresme (Cataluña). Se inauguró en 2003 con la finalidad de exhibir y difundir el fondo artístico de la colección de arte aportada por el poeta, dramaturgo y ensayista Josep Palau i Fabre, así como sus archivos y biblioteca. Tiene especial importancia su fondo documental y bibliográfico sobre Pablo Picasso. La Fundación forma parte de la Red de Museos de Arte de Cataluña y de la red Espacios Escritos, de la Red del Patrimonio Literario Catalán. 

## Historia

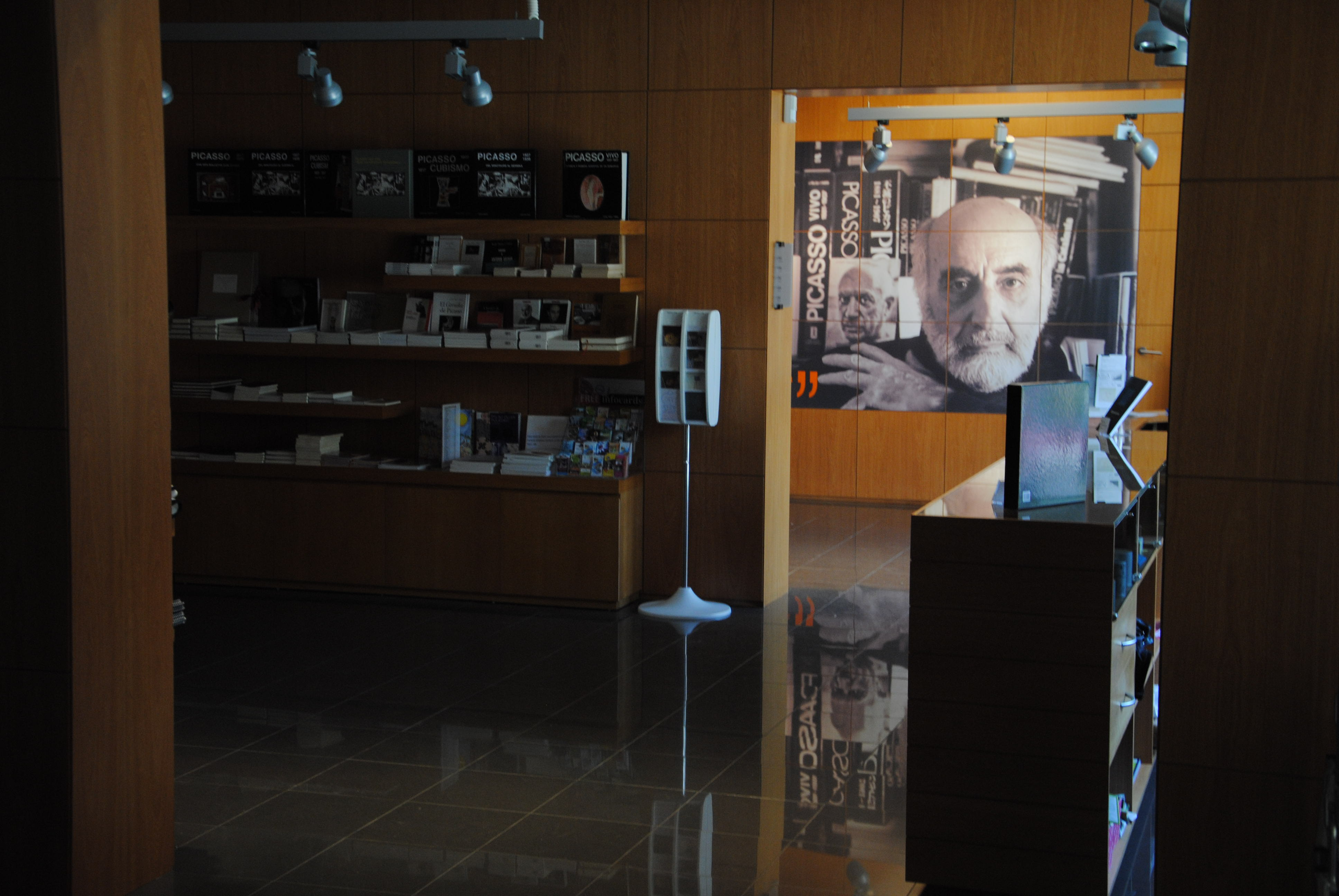
Vestíbulo de la Fundación Palau

El fondo de la Fundación Palau lo constituye el doble legado de Josep Palau i Fabre: por un lado, el fondo reunido por su padre, el pintor Josep Palau i Oller, que integra un amplio abanico de pintura catalana de principios del siglo XX; por el otro, la aportación del propio Palau i Fabre, quien, con el afán de continuar la colección de su padre, reunió un gran fondo de obras de Picasso y otros autores contemporáneos como Perejaume, Miquel Barceló o Pepe Yagües. Actualmente la Fundación Palau es el segundo museo de Cataluña con más obras de Picasso tras el mismo Museo Picasso de Barcelona.

## Exposición permanente
La colección permanente de la Fundación Palau se expone en tres salas: Pintura y escultura catalana 1900-1920, Defensa de la vanguardia y Querido Picasso.
Pintura y escultura catalana 1900-1920
La sala Pintura y escultura catalana 1900-1920 acoge la obra de Josep Palau Oller —padre de Josep Palau i Fabre—, que fue pintor, coleccionista de arte y diseñador de interiores, junto con la obra de artistas coetáneos como Josep Mompou, Isidro Nonell, Manuel Humbert e Ismael Smith. Josep Palau i Fabre completó la colección con obras de artistas como Joaquín Torres García, dando así continuidad a la labor de su padre. Las obras de esta sala tienen procedencias diversas. Muchas son fruto de la amistad que unía a Josep Palau Oller con artistas de la época. Alguna, como la obra de Isidro Nonell, fue adquirida directamente en el taller del artista, mientras que otras fueron regalos o donaciones. También se incluyen obras obtenidas en galerías de arte de Barcelona. Además de los ya mencionados, en este espacio coinciden artistas como Pablo Gargallo, Ricardo Opisso, Ignacio Mallol, Manolo Hugué y Javier Nogués. También se incluyen obras de cronología más tardía de Juan Rebull y Joaquín Sunyer, considerados hijos de la primera generación de novecentistas.
Defensa de la vanguardia
Defensa de la vanguardia es el encabezamiento del ámbito expositivo que da cabida a los artistas más vanguardistas de la colección, como Joan Miró, Antoni Clavé o Julio González, así como otros más actuales, como Perejaume y Miquel Barceló. También se incorporan algunas de las aportaciones más significativas de Palau i Fabre a la crítica de arte, obras surgidas de su colaboración con artistas como Ràfols Casamada, y otras que dan testimonio de su relación con pintores como Antoni Tàpies o Joan Ponç.
Querido Picasso
La sala Querido Picasso está integrada por alrededor de cincuenta obras de Pablo Picasso que Josep Palau i Fabre, a lo largo de su vida, fue adquiriendo o recibió de manos del propio Picasso, de quien fue amigo durante 25 años.
En esta sala se pueden contemplar obras de épocas y estilos diversos. De todo este conjunto se pueden destacar algunos estudios académicos realizados por Picasso y que se cuentan, probablemente, entre los mejores que se le conocen. Igualmente, podemos encontrar un autorretrato de Picasso de cierto carácter monstruoso o un pequeño teatrillo que el artista hizo para su hija Maya. También se muestran algunos libros dedicados por Picasso a Palau i Fabre que atestiguan la relación de amistad existente entre ambos.
Actualmente la Fundación Palau es el segundo museo de Cataluña con más obras de Picasso, sólo por detrás del Museo Picasso de Barcelona,

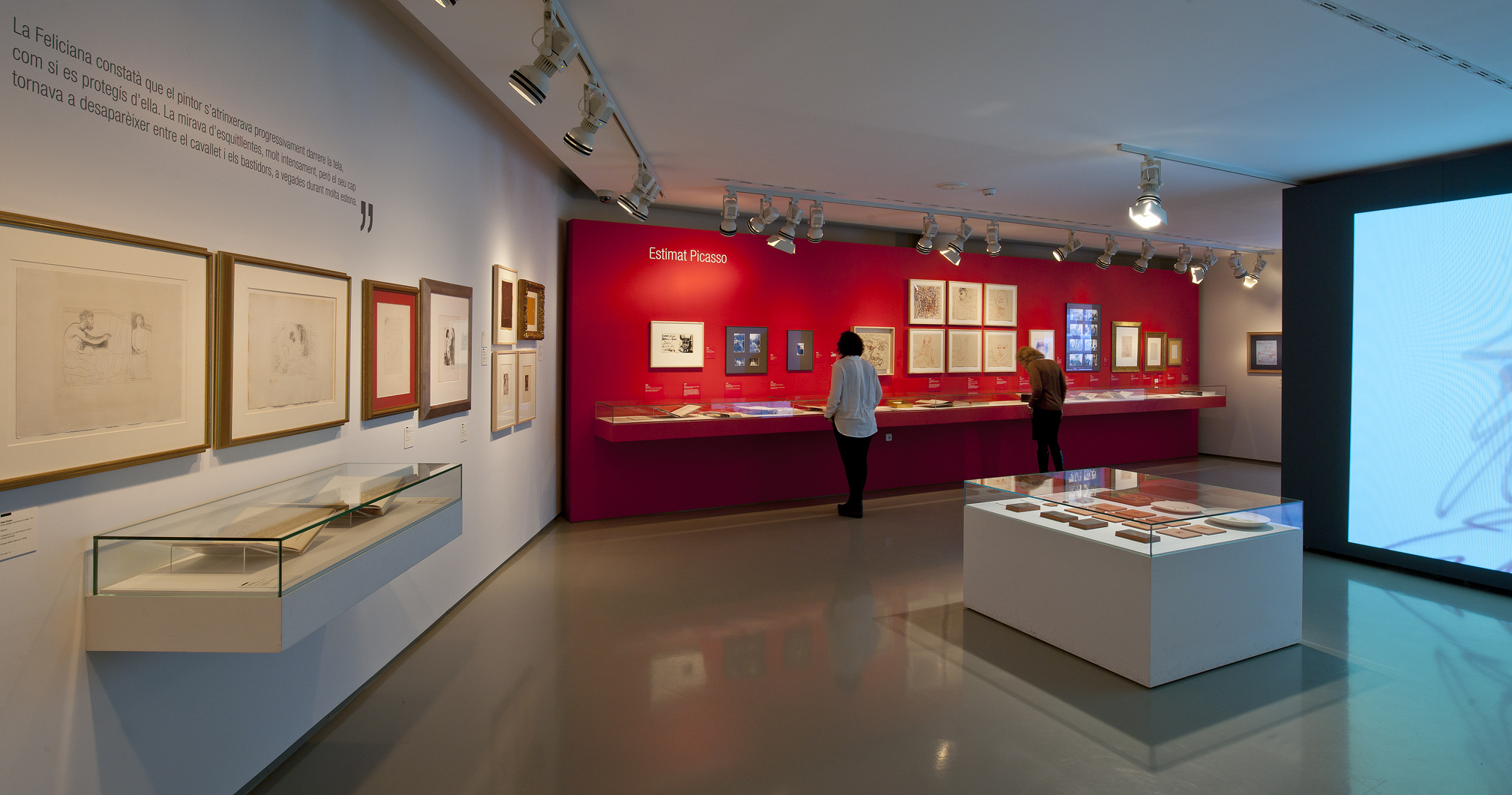
Sala Estimat Picasso
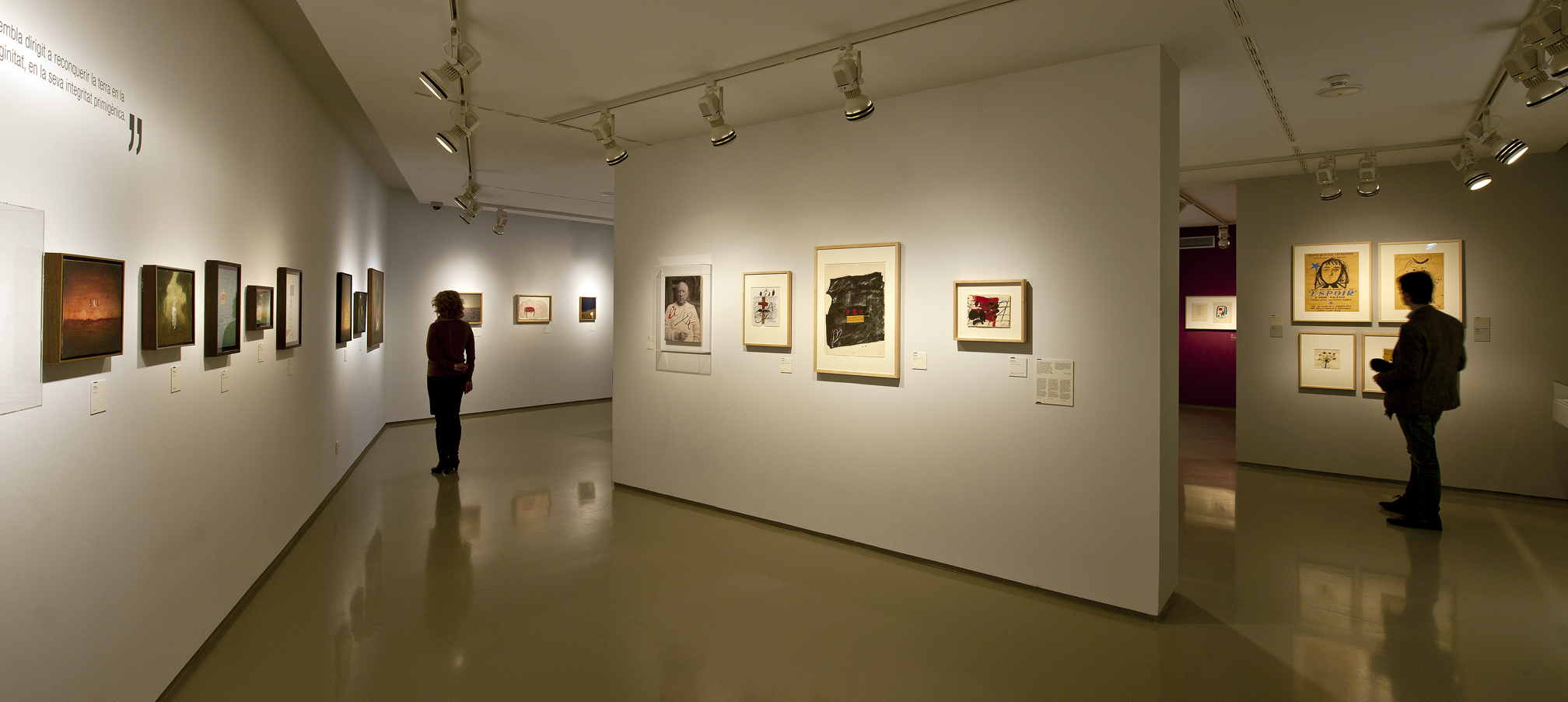
Sala en Defensa de l’Avantguarda
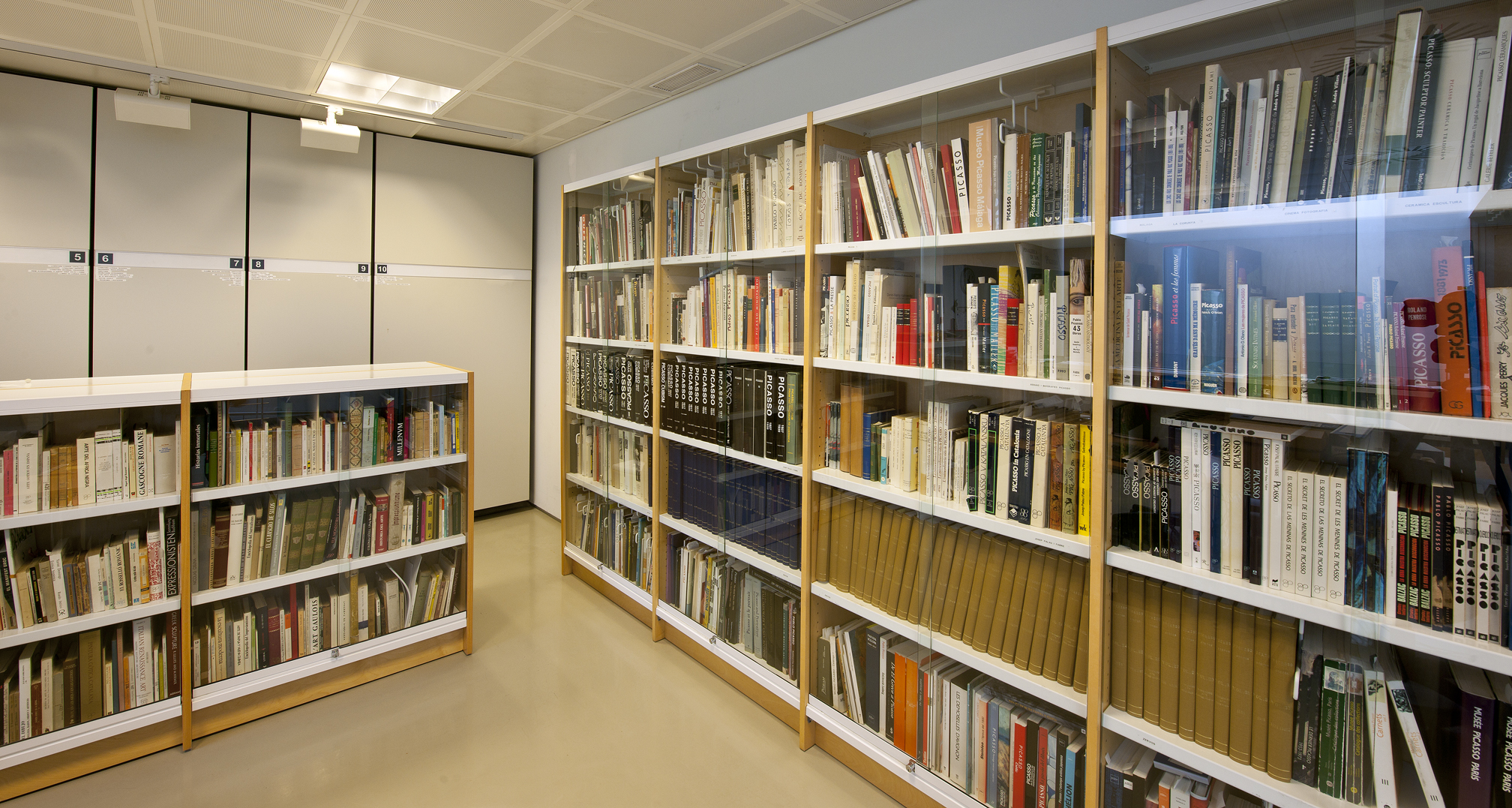
Biblioteca y fondos documentales
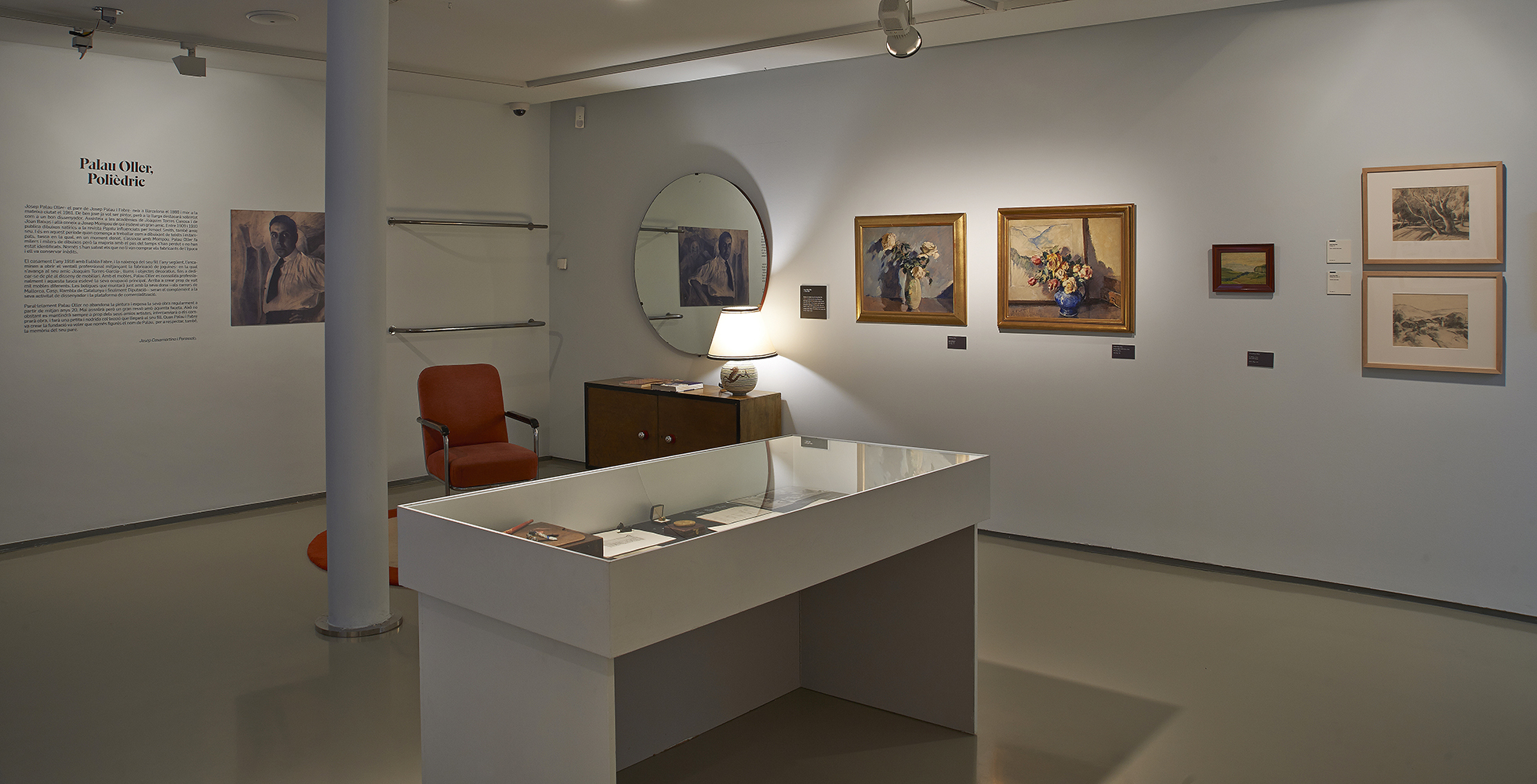
Sala Palau i Oller
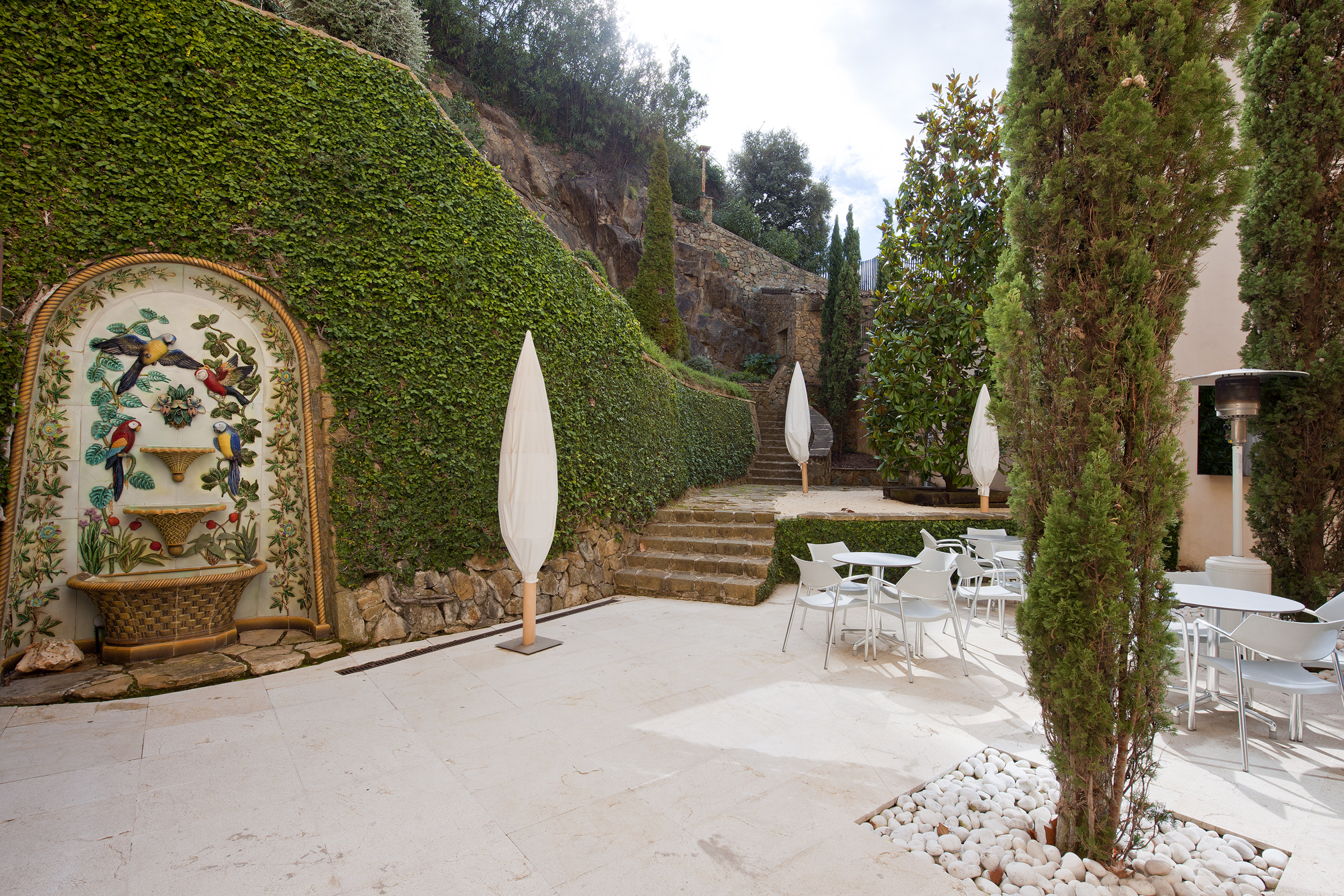
Patio de la Fundación Palau
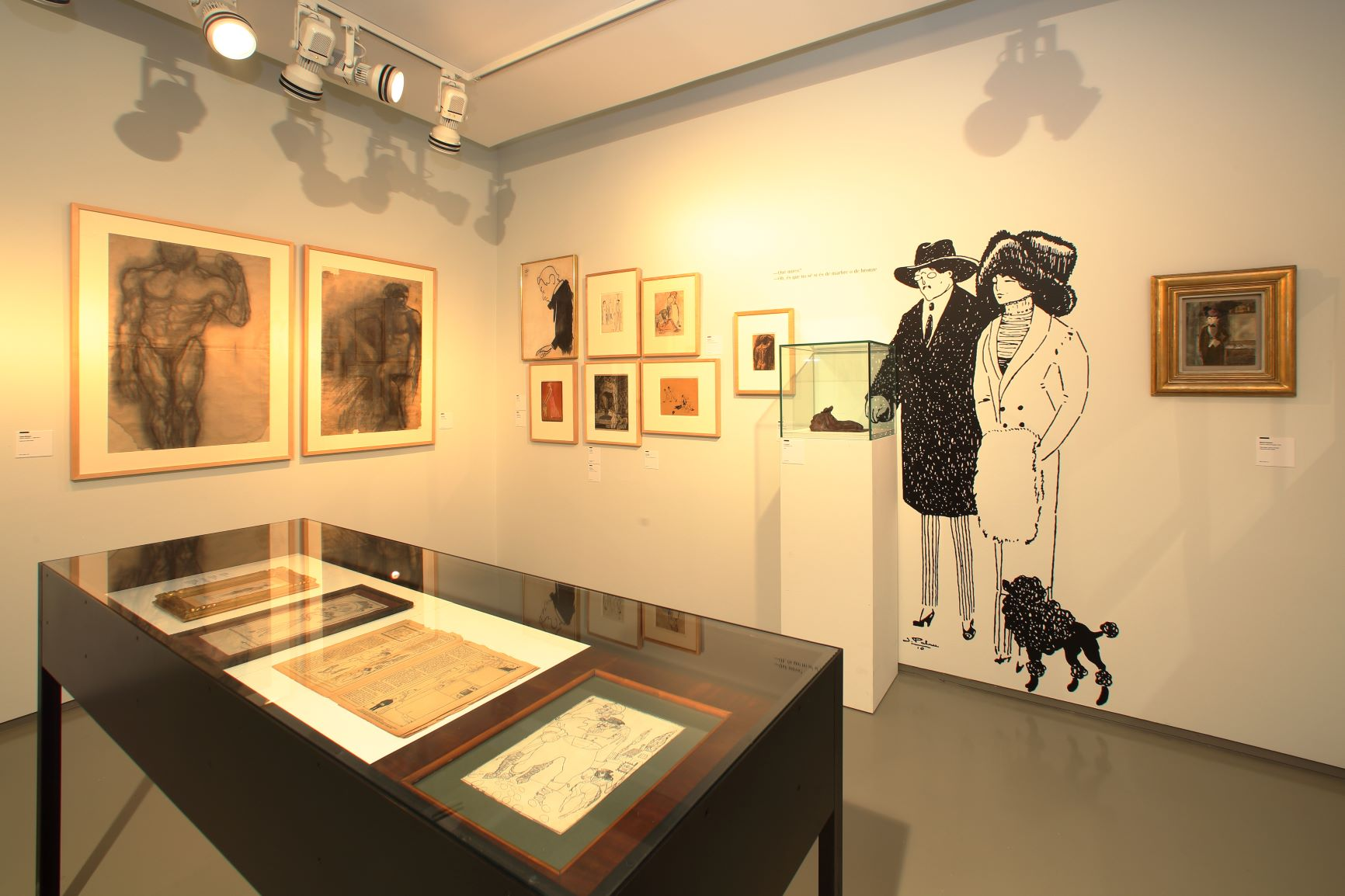

## Obras destacadas
- Composición Constructivista (1931), de Joaquim Torres Garcia
- Maternidad con gallinas y Tres mujeres semidesnudas de Juli González
- La caída de Barcelona, de Le Corbusier
- Salomé, de Pablo Picasso.[3]
- Divina Comedia. Purgatorio XXIX, de Miquel Barceló